# Horst Goeldel-Bronikoven
Horst Goeldel-Bronikoven (ur. 7 czerwca 1883 w Łęgajnach, zm. ?) – niemiecki strzelec, medalista olimpijski. Brat Alfreda, również medalisty olimpijskiego.
W 1908 roku był wicemistrzem Hamburga w strzelaniu do rzutków. W 1916 roku w Berlinie mieszkał inżynier Horst Goeldel, który zajmował się rusznikarstwem – są to prawdopodobnie te same osoby.
Goeldel-Bronikoven wystąpił na Letnich Igrzyskach Olimpijskich 1912 w trzech konkurencjach. Indywidualnie najwyższą lokatę osiągnął w trapie, w którym uplasował się na 14. miejscu. W trapie drużynowym zdobył wraz z kolegami z reprezentacji brązowy medal, osiągając drugi rezultat wśród niemieckich strzelców (skład zespołu: Erich von Bernstorff-Gyldensteen, Alfred Goeldel-Bronikoven, Horst Goeldel-Bronikoven, Erland Koch, Albert Preuß, Franz von Zedlitz und Leipe).

## Wyniki

### Igrzyska olimpijskie
| Igrzyska       | Konkurencja                          | Wynik                                    | Miejsce | Źródło |
| -------------- | ------------------------------------ | ---------------------------------------- | ------- | ------ |
| Sztokholm 1912 | Runda pojedyncza do sylwetki jelenia | 27 pkt.                                  | 24      | [ 3 ]  |
| Sztokholm 1912 | Trap                                 | 86 pkt. (19–23–44)                       | 14      | [ 4 ]  |
| Sztokholm 1912 | Trap, drużynowo                      | 510 pkt. (druż.) 88 pkt. ind. (18–27–43) |         | [ 5 ]  |